# Amt Maßbach
Das Amt Maßbach (auch Amt Massbach) war ein Amt der Familie Maßbach, der Grafschaft Henneberg und verschiedener ernestinischer Herzogtümer.

## Geschichte
Die von Maßbach waren Ministeriale der Henneberger. Das Geschlecht nannte sich nach dem Ort Maßbach. 1340/47 wird Maßbach erstmals als Centsitz erwähnt. Das Amt Maßbach gehörte seit der Teilung 1347 zur Alten Herrschaft Henneberg. 1395 verpfändete Graf Heinrich X. von Henneberg Schloss Maßbach, Vogtamt, Gericht und Bannwein an seinen Schwager Markgraf Bernhard von Baden. 1402 wurden die Brüder Eberhard und Albrecht von Maßbach Pfandnehmer. 1408 konnten sie Schloss mit Hals- und Dorfgericht und allem Zubehör für 2000 Gulden endgültig erwerben. Die Familie blieb bis zu ihrem Aussterben im Mannesstamm 1637 im Besitz des Amtes. Nach dem Aussterben fielen die Hoheitsrechte an die Lehensgeber zurück. Das Rittergut Maßbach wurde 1643 dem kaiserlichen General Graf Melchior von Gleichen und Hatzfeld als Mannlehen gegeben und von dessen Erben 1699 an die Brüder von Rosenbach verkauft.
1583 starben die Henneberger aus und das Hochstift Würzburg erhielt die Hälfte von Maßbach und ließ diese im Amt Münnerstadt verwalten. Der ernestinische Besitz wurde bis 1660 gemeinsam von beiden Linien des Hauses Wettin durch die gemeinsame Regierung in Meiningen verwaltet. 1660 erfolgte die Teilung und das Amt Maßbach kam zu Sachsen-Coburg. Das Amt wurde nun von Coburg aus verwaltet. Nach deren Aussterben fiel das Amt 1672 an Sachsen-Eisenach, die Verwaltung wurde durch das Amt Lichtenberg miterledigt. 1741 ging das Amt an Sachsen-Weimar über.
Bezüglich der Rechte von Würzburg und von Sachsen kam es 1593 und 1601 zu Vergleichen. Würzburg verzichtete auf weitere Ansprüche, behielt aber die Vogtei über die damals 40 würzburgischen Untertanen.
Das Amt bestand lediglich aus Maßbach und dem etwa 1545 erbauten Neubauhof. Daher erfolgte eine Verwaltung des Besitzes jeweils durch benachbarte Ämter der Landesherren.

## Das Zentgericht
1408 erwarben die von Maßbach das hennebergische Zentgericht. Die Zent war wesentlich umfangreicher als das Vogteiamt. Sie umfasste Orte der würzburgischen Ämter Ebenhausen, Mainberg, Rottenstein und der Vogtei Poppenlauer und des Burggrafentums Thundorf. 1598 verkauften die von Maßbach ¾ des Zentgerichtes an das Burggrafentum Thundorf (ein schaumbergisches Kondominium). 1567 hatte der kinderlose Veit Ulrich von Schaumberg jedoch das ganze Burggrafentum Thundorf Würzburg zu Lehen angetragen. Diese Situation führte zu Konflikten zwischen Würzburg und Sachsen (die als Erbe der Henneberger Lehensgeber der Zent waren), die in 1601 mit einer gemeinsamen Zentordnung gelöst werden sollten. Die Konflikte schwelten aber weiter, bis 1626 die von Schaumberg die Hochgerichtsrechte an den würzburgischen Orten der Zent an das Hochstift Würzburg verkauften. Damit war das Zentgericht wieder unstrittig sächsischer Besitz, das Zentamt war jedoch auf die Orte Poppenlauer, Ransbach, Rothhausen, Theinfeld und Thundorf geschrumpft. 1699 kamen Maßbach und Volkershausen zur Zent hinzu. 1735 wurde der Sitz nach Thundorf verlegt.

## Auflösung
Nach dem Übergang an Bayern 1802 wurde das Amt Maßbach aufgehoben und die Orte dem Landgericht Münnerstadt zugeordnet.